# Helius (Eurhamphidia) atroapicalis
Helius (Eurhamphidia) atroapicalis is een tweevleugelige uit de familie steltmuggen (Limoniidae). De soort komt voor in het Australaziatisch gebied.